# Inmaculada Salinas
Inmaculada Salinas (1967) es una pintora y artista visual, licenciada en Bellas Artes por la Universidad de Sevilla, que vive y trabaja en Sevilla.

## Trayectoria artística
Su obra combina diversas técnicas y se caracteriza por la producción de “largas series que incorporan textos o minuciosos dibujos elaborados a partir de distintos patrones que en cada obra se repiten, con la única modificación de la gama de colores que, dibujo a dibujo y hasta finalizar la serie, va avanzando, siguiendo como único criterio el orden cromático que la propia caja de lápices propone.”
El apropiacionismo es también un elemento fundamental en su obra, ya que con frecuencia inserta imágenes (fotografías, grabados, pinturas, etc.) procedentes de diversas colecciones que ha ido recopilando a lo largo de los años. En este sentido, Salinas ha sido definida como una espigadora de imágenes, “relatora de historias comunes y de gente sin nombre que trabaja con fotografías y textos prestados” (Vallés). Situada en la intersección entre apropiación, archivo y dibujo, su obra reivindica lo femenino, lo pequeño y fragmentado.
Salinas ha expuesto de manera individual en instituciones como La Virreina Centre de la Imatge(Barcelona) o el Centro Andaluz de Arte Contemporáneo(Sevilla) y su obra forma parte de numerosas colecciones, entre las que se incluyen la del Museo Nacional Centro de Arte Reina Sofía. Salinas ha recibido diversos premios, tales como el Premio Meridiana del Instituto Andaluz de la Mujer, el premio de la Generalitat Valenciana a la mejor exposición de Apertura en la V Edición de Abierto Valencia o el Premio de Pintura Fundación  Focus – Abengoa.

## Exposiciones recientes

#### 2023
- La voz a ti debida. 1MiraMadrid. Madrid, España.
- Voces en el bosque. La Virreina Centre de la Imatge. Barcelona, España.

#### 2020
- Memoria del presente. Sala Atín Aya. Sevilla, España.

#### 2017
- Relecturas. Espaivisor. Valencia, España.

#### 2015
- A story withing a story. Bienal de Arte Contemporáneo de Goteborg. Goteborg, Suecia.

#### 2014
- Una hora es invisible. Galería Rafael Ortiz. Sevilla, España.

#### 2011
- Prensadas. Centro Andaluz de Arte Contemporáneo. Sevilla, España.